# 49110 Květafialová
(49110) Květafialová, denumire internațională (49110) Kvetafialova, este un asteroid din centura principală de asteroizi.

## Descriere
49110 Květafialová este un asteroid din centura principală de asteroizi. A fost descoperit pe 16 septembrie 1998 la Observatorul din Ondřejov de Petr Pravec și Lenka Šarounová. Asteroidul prezintă o orbită caracterizată de o semiaxă mare de 2,68 ua, o excentricitate de 0,04 și o înclinație de 1,7° în raport cu ecliptica.